# Prisencólinensináinciúsol
Prisencólinensináinciúsol is een lied van de Italiaanse acteur, regisseur, komiek, songwriter, zanger en televisiepresentator Adriano Celentano, uitgevoerd door Celentano en zijn vrouw, de zangeres, actrice en producer Claudia Mori. In een populaire uitvoering van dit lied, die uitgezonden is door de RAI, wordt de vrouwelijke rol gespeeld door showgirl Raffaella Carrà. Opvallend in dit lied, is dat het met één enkel akkoord begeleid wordt.
Het lied is voor het eerst uitgebracht als single op 3 november 1972, en verscheen later op zijn album Nostalrock.

## Taal
Opvallend in dit lied is de taal die klinkt als Amerikaans-Engels maar die feitelijk uit inhoudsloze fantasiewoorden bestaat. Celentano deed dit opzettelijk omdat hij zo beïnvloed was door Amerikaanse muziek dat hij het makkelijker vond om iets te schrijven in het Engels dan in het Italiaans. Zo kwam hij op het idee om een Engels-klinkend lied te maken zonder dat er daadwerkelijk inhoudelijk gecommuniceerd werd.

## Uitvoeringen
- Het lied is in 2016 geremixt door DJ Benny Benassi. Ook zingt zangeres Mina een stuk in deze uitvoering.
- Het lied is minstens tweemaal opgenomen voor een tv-uitzending.
- In 1992 verschenen remixen van het lied door de diskjockeys Molella and Fargetta samen met het origineel op een cd-single.
- Het lied staat op het dance-compilatiealbum Poplife Presents: Poplife Sucks uit 2008.
- Celentano maakte een nieuwe versie met een echte Italiaanse tekst, genaamd Il Seme del Rap op zijn album Quel Punto.
- De Franse acteur José Garcia deed een interpretatie van een deel van het lied in de film Quelqu'un de bien (2002).
- In 1987 werd het lied gecoverd door de Belgische Elektro Pop Band B-Art, het nummer kwam kortstondig in de Top 40, maar werd geen hit.

## Hitlijsten
- In Nederland stond het lied 8 weken in de hitparade, met de 5e plaats als hoogste notering.
- In de Vlaamse hitlijsten stond het 11 weken, met de hoogste notering op de 4e plaats.

Opmerkelijk was dat het nummer in de Amerikaanse hitparade binnenkwam op nummer 70, nog voordat het in Italië in de hitlijsten stond.

### Evergreen Top 1000
| Evergreen Top 1000 "Prisencólinensináinciúsol" | Evergreen Top 1000 "Prisencólinensináinciúsol" | Evergreen Top 1000 "Prisencólinensináinciúsol" | Evergreen Top 1000 "Prisencólinensináinciúsol" | Evergreen Top 1000 "Prisencólinensináinciúsol" | Evergreen Top 1000 "Prisencólinensináinciúsol" | Evergreen Top 1000 "Prisencólinensináinciúsol" | Evergreen Top 1000 "Prisencólinensináinciúsol" | Evergreen Top 1000 "Prisencólinensináinciúsol" | Evergreen Top 1000 "Prisencólinensináinciúsol" | Evergreen Top 1000 "Prisencólinensináinciúsol" |
| Jaar                                           | 2008                                           | 2009                                           | 2010                                           | 2011                                           | 2012                                           | 2013                                           | 2014                                           | 2015                                           | 2016                                           | 2017                                           |
| ---------------------------------------------- | ---------------------------------------------- | ---------------------------------------------- | ---------------------------------------------- | ---------------------------------------------- | ---------------------------------------------- | ---------------------------------------------- | ---------------------------------------------- | ---------------------------------------------- | ---------------------------------------------- | ---------------------------------------------- |
| Positie                                        | -                                              | -                                              | -                                              | -                                              | -                                              | -                                              | -                                              | 783                                            | 797                                            | -                                              |

### NPO Radio 2 Top 2000
| Nummer met noteringen in de NPO Radio 2 Top 2000 | '01 | '02 | '03 | '04 | '05 | '06  | '07 | '08 | '09  | '10  | '11  |
| ------------------------------------------------ | --- | --- | --- | --- | --- | ---- | --- | --- | ---- | ---- | ---- |
| Prisencolinensinainciusol                        | 742 | 764 | 750 | 642 | 860 | 1234 | 893 | 871 | 1823 | 1690 | 1836 |

1. ↑  Een vetgedrukt getal geeft de hoogste notering aan.
2. ↑  2001 was het eerste jaar met een notering voor dit nummer.
3. ↑  Deze tabel is bijgewerkt tot en met de laatste editie (2024).